# Formica lavateri
Formica lavateri é uma espécie de formiga do gênero Formica, pertencente à subfamília Formicinae.